# Solaris (2002)
Solaris är en film från 2002 i regi av Steven Soderbergh, baserad på Andrej Tarkovskijs film Solaris, som i sin tur är baserad på Stanisław Lems roman Solaris.

## Rollista
| George Clooney    | – Chris Kelvin |
| Viola Davis       | – Gordon       |
| Jeremy Davies     | – Snow         |
| Natascha McElhone | – Rheya        |
| Ulrich Tukur      | – Gibarian     |

## Övrigt
- En nyinspelning av filmen som gjordes i Sovjetunionen år 1972, se Solaris.